# کارل دو لا سابلیر
کارل دو لا سابلیر (انگلیسی: Carl de la Sablière; ۲۶ آوریل ۱۸۹۵ – ۲۹ اکتبر ۱۹۷۹) قایقران قایق بادبانی اهل فرانسه بود.